# Guazacapán
Guazacapán è un comune del Guatemala facente parte del dipartimento di Santa Rosa.

## Storia
La città risale all'era delle Civiltà precolombiane ed esisteva già prima dell'arrivo dei conquistadores spagnoli nel sedicesimo secolo.
Guazacapán è conosciuta per le arti magiche che gli indigeni erano soliti praticare. L'ultimo grande mago, Pedro Dávila, è morto nel 1979. Nonostante quest'arte stia cadendo in disuso ci sono ancora poche persone che praticano magia bianca a Guazacápan.
Un tempo l'area era abitata dagli Xinca, uno dei gruppi indigeni del Guatemala, che si stanziarono lì dopo i Pipil. La lingua degli Xinca è parlata da pochissime persone a Guazacapán e per questo si cerca di insegnare questa lingua antica alle nuove generazioni. In una città ricca di storia come Guazacapán la popolazione cerca di mantenere in vita le tradizioni attraverso feste e celebrazioni che includono danze folcloristiche e la marimba.